# Тихоокеанские удавы
Тихоокеанские удавы (лат. Candoia) — род змей из семейства ложноногих, обитающий в Юго-Восточной Азии.

## Описание
Общая длина представителей этого рода колеблется от 50 см до 1,8 м. Изредка встречаются особи до 2 м. Голова почти треугольной формы. Морда немного вытянутая, заострённая и зауженная на конце. Голова возле затылка широкая и уплощённая. Туловище у большинства видов массивное, мускулистое и крепкое, а хвост довольно длинный, однако есть виды стройные и короткохвостые. Окраска в основном коричневатая или жёлтая, со сложным рисунком из полос или пятен.
Филогенетически наиболее близки к неотропическим и мадагаскарским удавам.

## Образ жизни
Предпочитают леса, мангровые заросли и плантации. Длиннохвостые виды в основном проводят время на деревьях, короткохвостые — на земле. Активны ночью. Питаются ящерицами, небольшими млекопитающими (в частности — летучими мышами), птицами и амфибиями. Добычу перед поеданием душат, обвивая кольцами тело жертвы.

## Размножение
Это живородящие змеи. Самки рождают от 10 до 40 детёнышей.

## Распространение
Обитают на островах юго-восточной Азии. Они встречаются в Индонезии, на Новой Гвинее, Новой Каледонии и Соломоновых островах, а также на островах Самоа и Фиджи.

## Классификация
На декабрь 2024 года в род включают 5 видов:
- Candoia aspera (Günther, 1877) — Тихоокеанский удав
- Candoia bibroni (Duméril & Bibron, 1844) — Тихоокеанский удав Биброна
- Candoia carinata (Schneider, 1801) — Килеваточешуйчатый тихоокеанский удав
- Candoia paulsoni (Stull, 1956)
- Candoia superciliosa (Günther, 1863)